# Ваља Ризиј (Арђеш)
Ваља Ризиј (рум. Valea Rizii) насеље је у Румунији у округу Арђеш у општини Дарманешти. Oпштина се налази на надморској висини од 368 m.

## Становништво
Према подацима из 2002. године у насељу је живело 359 становника, од којих су сви румунске националности.